# Embrion

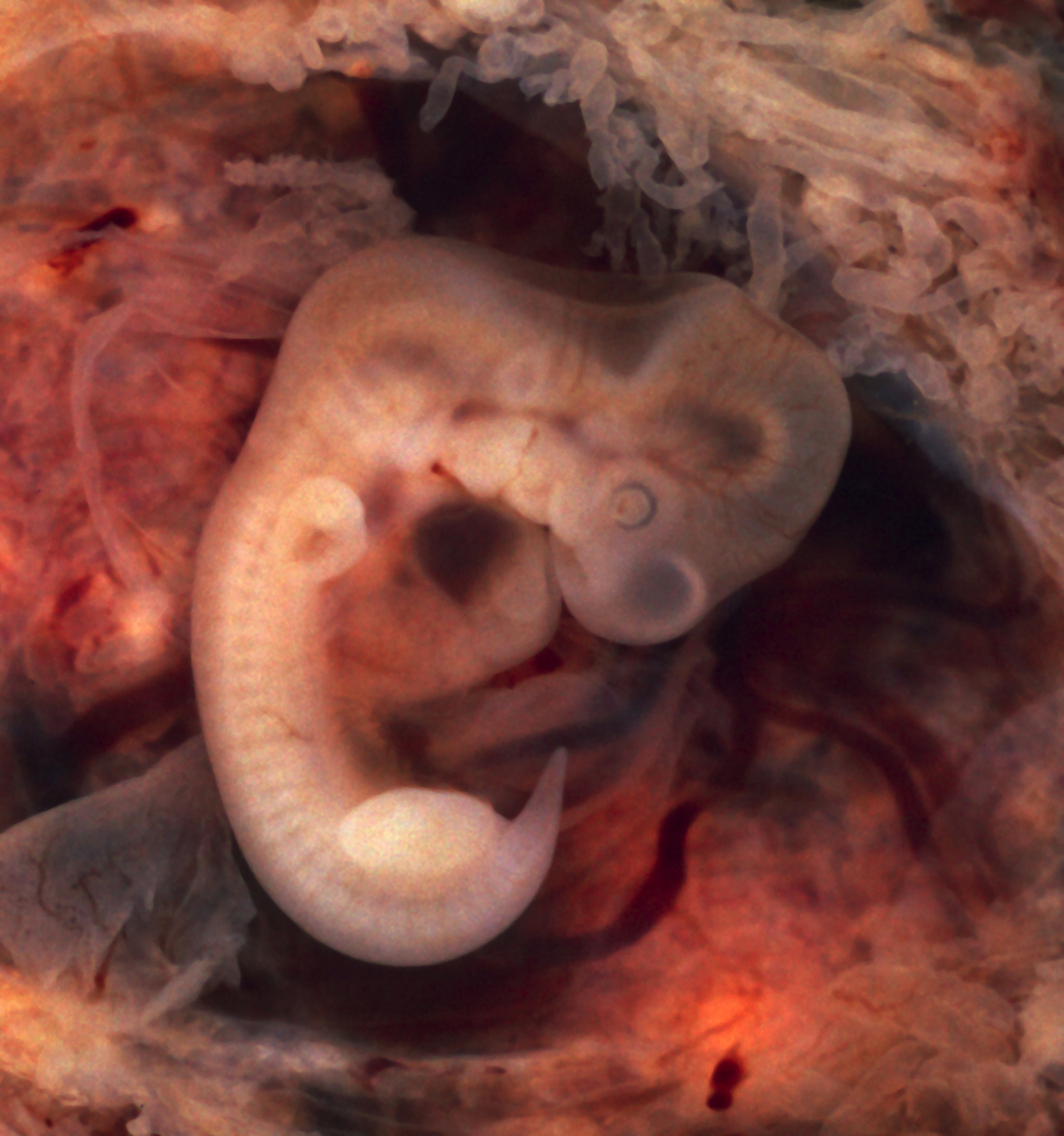
Embrion de cinci zile uman

Embrionul este una din etapele reproducției și dezvoltării în lumea animală sau vegetală. Știința care se ocupă cu studiul embrionului, embriologia  consideră că în faza de dezvoltare embrionară are loc diferențierea celulelor, pe țesuturi și organe. Prima fază a dezvoltării embrionare este celula rezultată în urma fecundării, care este numită celula ou sau zigot, la mamifere acesta se dezvoltă în uterul matern, pe când la păsări sau reptile are loc în ou învelit în coajă. După formarea organelor interne, embrionul la om în perioada de sarcină din săptămâna a șaptea  se numește făt. 
La plante, embrionul rezultat din celula ou, care a luat naștere la rândul lui prin fecundare (unirea gametului masculin cu cel feminin), va fi hrănit până devine fruct cu semințe, de partea feminină a florii.
În ultimii ani, oamenii de știință încearcă prin diferite metode să reproducă în laborator diferite tipuri de embrioni. Recent, o echipă de savanți a reușit să creeze cu succes un embrion uman din celule stem, fără a folosi ovule, orice tip de lichid seminal, și totul în afara unui uter.